# Emília Hazelip
Emília Hazelip (Barcelona, 18 de juliol de 1937 - Carcassona, 2 de febrer de 2003), va ser una agricultora ecològica, pionera en el concepte i la metodologia de l'agricultura sinèrgica i la precursora de la permacultura a l'Estat francès. Els seus mètodes de cultiu van ser inspirats pels treballs del microbiòleg japonès Masanobu Fukuoka, així com per la permacultura de Bill Mollison i David Holmgren, les transmutacions biològiques de Corentin Louis Kervran, l'obra científica de Marc Bonfils, Sol et érosion, i l'agricultura de subsistència, entre d'altres investigacions, obres i tècniques de cultiu.

## Biografia
Hazelip narra, en l'únic vídeo en què explica la seva metodologia d'agricultura sinèrgica, que durant la seva infància prestava atenció a les terres de sembrat cremades a Castella, en les quals percebia que patien dolor, fet que li va originar el propòsit d'ajudar-les.
A principis de 1960 va fer estudis d'agricultura biològica a Califòrnia. Posteriorment va conèixer la tasca del mestre de jardineria Alan Chadwick, a Santa Cruz, alhora que va anar coneixent obres d'escriptors estatunidencs: Ruth Stout, com Gardening Without Work, les obres de Bill Mollison amb David Holmgren i de Masanobu Fukuoka, sobretot la seva obra traduïda a l'anglès The One Straw Revolution, que la va encoratjar, més tard, a implantar el que hi va aprendre.
El 1985, Hazelip va assistir a una conferència de Marc Bonfils sobre com una producció de cereal podia fertilitzar-se a si mateixa, la importància de no alterar el sòl i l'obtenció de nutrients per part d'una planta en estar exposada als rajos del sol.
Un cop Hazelip va comprendre el cicle de vida de les plantes i com viuen saludablement en un ecosistema no pertorbat per la intervenció de l'espècie humana, va començar a detallar les tècniques, els processos, els elements i la metodologia per a restablir l'equilibri natural que ha de tenir una planta conreada perquè pugui desenvolupar-se completament, no es destrueixi el sòl on viu, no hi hagi tòxics produïts pels fertilitzants químics o pels pesticides per al control de plagues, i sigui possible que la plantació pugui sustentar-se a si mateixa progressivament, en paraules d'Emilia Hazelip: «un ecosistema evolutiu i autosostenible».
Hazelip va promoure no només l'ús de l'agricultura sinèrgica, sinó abandonar els estils convencionals de vida aferrats a l'explotació i al benefici econòmic que tant de mal causen a les espècies d'aquest planeta.
| « | Una economia basada en el creixement continu no pot mantenir-se indefinidament, no és durable, però admetre això és haver d'acceptar que el nostre sistema és fals, i abans d'exterminar minories, començar guerres, reprimir i suprimir pobles sencers, admetre el nostre error. L'espècie humana és molt conservadora, fins i tot avui manté els mateixos gestos agrícoles que van començar a fer en la prehistòria. Tanmateix, una altra de les nostres característiques és la de poder canviar i adaptar-nos a noves condicions quan les situacions així ho exigeixen, i avui en dia és del nostre interès i de totes les vides sobre aquest planeta que aprenguem a produir els nostres aliments d'una manera profundament més ecològica. | » |

Després de la seva mort, s'homenatjà la seva vida aplegant els seus apunts, textos, dibuixos i cartes en una publicació titulada Agricoltura Sinergica, publicada l'any 2014 en italià, i es va fundar el centre de formació The Free School of Synergistic Agriculture Emilia Hazelip, a fi de seguir transmetent els ensenyaments d'Emília Hazelip i fer xarxa amb aquells practicants de l'agricultura sinèrgica d'arreu.

## L'agricultura sinèrgica
Hazelip va intentar implantar les tècniques de Masanobu Fukuoka al Llenguadoc sense resultats favorables a causa del clima amb poques precipitacions atmosfèriques a l'estiu i amb vent sec, amb la qual cosa es va adonar que havia d'adaptar les tècniques a aquelles terres, fet que la va portar a considerar les lleis basades en la sinergia. Posteriorment, Hazelip establí les quatre lleis fonamentals de l'agricultura sinèrgica procurant respectar l'equilibri entre espècies i el cicle natural de l'hàbitat que originàriament té una planta:
1. No realitzar cap treball sobre el sòl que impliqui canviar o pertorbar el seu estat inicial.
2. No fer servir cap fertilitzant sobre la terra o sòl, al seu lloc, mantenir la seva pròpia fertilitat.
3. No fer servir cap substància química sobre la terra o el conreu, i desenvolupar i establir col·laboracions amb i entre organismes benèfics que protegeixin els cultius i permetin, al seu torn, el creixement de tot l'ecosistema.
4. Reutilitzar les deixalles orgàniques del conreu sobre si mateix.

D'aquesta manera, Hazelip rebutjà els convencionalismes agrícoles com l'afirmació que tot ésser viu del regne de les plantes viu dels elements que l'envolten, com el sòl, i que depèn primordialment dels nutrients que el sòl li brindi per viure, quan, en canvi, és la planta qui realment promou que el sòl obtingui els nutrients. Amb les seves investigacions va aconseguir comprovar que les plantes absorbeixen només un 2.5% dels nutrients de terra i que tals nutrients són minerals (potassi, fòsfor, calci, sofre i magnesi) i oligoelements (ferro, silici, bor, coure, zinc, manganès i molibdè), mentre que la resta de les seves exigències energètiques les obté de l'aigua (75%), de la fotosíntesi (20%) i del nitrogen (2.5%).
Amb els anys, Hazelip va perfeccionar l'agricultura sinèrgica i va establir la metodologia idònia per a permetre, a mitjà termini, que un conreu se sustenti a si mateix com ho faria en estat salvatge. Per a això, destaca en les seves anotacions:
- Utilització de bancals.
- Ús d'humus.
- Proves amb diferents depredadors naturals, com són els lumbrícids i els coleòpters.
- Plantació de diverses plantes, com ara fesols i clavells de l'Índia al costat del conreu principal.
- Cura de collir les plantes sense arrabassar-les i mantenint les arrels dins la terra.
- Manutenció del cicle de l'oxigen-etilè, entre altres passos més detallats.